# Pomasia euryopis
Pomasia euryopis är en fjärilsart som beskrevs av Edward Meyrick 1897. Pomasia euryopis ingår i släktet Pomasia och familjen mätare. Inga underarter finns listade i Catalogue of Life.